# Zesdaagse van Gent 2023
Zesdaagse van Gent 2023 was de 82e editie van de Zesdaagse van Gent die plaats vond van 14 tot 19 november 2023 in het Kuipke in het Citadelpark in Gent. Lindsay De Vylder en Robbe Ghys wonnen voor de tweede keer op rij samen.

## Invulling
Er werd een competitie voor beloften en elite georganiseerd. Daarnaast waren er een aantal vrouwennummers en aandacht voor G-sport en de Special Olympics.

## Eindstand Elite
| Rang | Ploeg                                   | Ronde      | Punten |
| ---- | --------------------------------------- | ---------- | ------ |
| 1    | Lindsay De Vylder Robbe Ghys            |            | 354    |
| 2    | Yoeri Havik Jan-Willem van Schip        |            | 245    |
| 3    | Fabio Van den Bossche Jules Hesters     | -1 ronde   | 280    |
| 4    | Oscar Nilsson-Julien Valentin Tabellion | -3 rondes  | 222    |
| 5    | Matias Malmberg Aaron Gate              | -4 rondes  | 174    |
| 6    | Vincent Hoppezak Philip Heijnen         | -6 rondes  | 259    |
| 7    | Roger Kluge Theo Reinhardt              | -6 rondes  | 131    |
| 8    | Gianluca Pollefliet Tim Torn Teutenberg | -12 rondes | 200    |
| 9    | Noah Vandenbranden Tuur Dens            | -19 rondes | 275    |
| 10   | Mark Stewart Oliver Wood                | -29 rondes | 30     |
| 11   | Jonas Rickaert Lasse Norman Hansen      | -35 rondes | 103    |
| 12   | Milan Van den Haute Michele Scartezzini | -60 rondes | 87     |

## Eindstand beloften
| Rang | Ploeg                                 | Ronde      | Punten |
| ---- | ------------------------------------- | ---------- | ------ |
| 1    | Elliot Rowe William Salter            |            | 67     |
| 2    | Albert Holm Peter Bheki Laursen       |            | 55     |
| 3    | Nolan Huysmans Thibaut Bernard        | - 1 ronde  | 114    |
| 4    | Stan Dens Tom Crabbe                  | - 1 ronde  | 100    |
| 5    | Nicolas Aernouts Matijs Van Strijthem | - 1 ronde  | 36     |
| 6    | Julian Vergouw Elmar Abma             | - 2 rondes | 87     |
| 7    | Victor Vaneeckhoutte Liam Van Bylen   | - 2 rondes | 50     |
| 8    | Finlay Tarling Sam Fisher             | - 2 rondes | 33     |
| 9    | Mathieu Dupé Lucas Menanteau          | - 8 rondes | 43     |
| 10   | Tommaso Alunni Niccolo Galli          | -19 rondes | 6      |